# 6374 Беслан
6374 Беслан (6374 Beslan) — астероїд головного поясу, відкритий 8 серпня 1986 року.
Тіссеранів параметр щодо Юпітера — 3,176.